# Polska Liga Siatkówki 2016-2017
La Polska Liga Siatkówki 2016-2017 si è svolta dal 30 settembre 2016 al 7 maggio 2017: al torneo hanno partecipato sedici squadre di club polacche e la vittoria finale è andata per la settima volta, la seconda consecutiva, allo ZAKSA.

## Regolamento

### Formula
Le squadre hanno disputato un girone all'italiana, con gare di andata e ritorno, per un totale di trenta giornate; al termine della regular season:
- Le prime quattro classificate hanno acceduto ai play-off scudetto, strutturati in turni di semifinale con accoppiamenti incrociati rispetto alla posizione raggiunta al termine della stagione regolare (1ª-4ª e 2ª-3ª) e finali (1º e 3º posto), con entrambi i turni strutturati con gare di andata e ritorno. In caso una vittoria a testa, coi punteggi di 3-0 e 3-1 sono stati assegnati 3 punti alla squadra vincente e 0 a quella perdente, col punteggio di 3-2 sono stati assegnati 2 punti alla squadra vincente e 1 a quella perdente; in caso di parità di punti dopo le due partite è stato disputato un golden set.
- La quinta e la sesta classificata hanno acceduto alla finale 5º posto, strutturata con gare di andata e ritorno e criteri di vittoria analoghi a quelli dei play-off scudetto.
- La settima e l'ottava classificata hanno acceduto alla finale 7º posto, strutturata con gare di andata e ritorno e criteri di vittoria analoghi a quelli dei play-off scudetto.
- La nona e la decima classificata hanno acceduto alla finale 9º posto, strutturata con gare di andata e ritorno e criteri di vittoria analoghi a quelli dei play-off scudetto.
- L'undicesima e la dodicesima classificata hanno acceduto alla finale 11º posto, strutturata con gare di andata e ritorno.
- La tredicesima e la quattordicesima classificata hanno acceduto alla finale 13º posto, strutturata con gare di andata e ritorno e criteri di vittoria analoghi a quelli dei play-off scudetto.
- La quindicesima e la sedicesima classificata hanno acceduto alla finale 15º posto, strutturata con gare di andata e ritorno e criteri di vittoria analoghi a quelli dei play-off scudetto.
- La squadra risultata perdente alla finale 15º posto ha affrontato uno spareggio promozione-retrocessione con la vincente dei play-off della I liga, strutturato in una finale, giocata al meglio di tre vittorie su cinque gare: la vincente dello spareggio ha ottenuto il diritto a partecipare alla Polska Liga Siatkówki 2017-18, mentre la perdente disputerà la I liga 2017-18.

### Criteri di classifica
Se il risultato finale è stato di 3-0 o 3-1 sono stati assegnati 3 punti alla squadra vincente e 0 a quella sconfitta, se il risultato finale è stato di 3-2 sono stati assegnati 2 punti alla squadra vincente e 1 a quella sconfitta.
L'ordine del posizionamento in classifica è stato definito in base a:
- Punti;
- Numero di partite vinte;
- Ratio dei set vinti/persi;
- Ratio dei punti realizzati/subiti.

## Squadre partecipanti
Alla Polska Liga Siatkówki 2016-17 hanno partecipato sedici squadre.
| Club                    | Città            | Palazzetto                                 | Stagione precedente                  |
| ----------------------- | ---------------- | ------------------------------------------ | ------------------------------------ |
| Będzin                  | Będzin           | Hala MOSiR Będzin                          | 14ª in Polska Liga Siatkówki 2015-16 |
| Skra Bełchatów          | Bełchatów        | Hala Energia Bełchatów                     | 3ª in Polska Liga Siatkówki 2015-16  |
| Bielsko-Bialskie        | Bielsko-Biała    | Hala Widowiskowo-Sportowa Bielsko-Biała    | 11ª in Polska Liga Siatkówki 2015-16 |
| Łuczniczka Bydgoszcz    | Bydgoszcz        | Hala Łuczniczka Bydgoszcz                  | 10ª in Polska Liga Siatkówki 2015-16 |
| AZS Częstochowa         | Częstochowa      | Hala Sportowa Częstochowa Częstochowa      | 12ª in Polska Liga Siatkówki 2015-16 |
| Trefl Gdańsk            | Danzica          | Ergo Arena Danzica                         | 4ª in Polska Liga Siatkówki 2015-16  |
| Jastrzębski Węgiel      | Jastrzębie-Zdrój | Hala Widowiskowo-Sportowa Jastrzębie-Zdrój | 7ª in Polska Liga Siatkówki 2015-16  |
| Katowice                | Katowice         | Hala Szopienice Katowice                   | 1ª in I liga 2015-16                 |
| ZAKSA                   | Kędzierzyn-Koźle | Hala Azoty Kędzierzyn-Koźle                | Campione di Polonia                  |
| Effector Kielce         | Kielce           | Hala Legionów Kielce                       | 13ª in Polska Liga Siatkówki 2015-16 |
| Cuprum Lubin            | Lubin            | Hala RCS Lubin                             | 5ª in Polska Liga Siatkówki 2015-16  |
| AZS Olsztyn             | Olsztyn          | Hala widowiskowo-sportowa Urania Olsztyn   | 9ª in Polska Liga Siatkówki 2015-16  |
| Czarni Radom            | Radom            | Hala MOSiR Radom                           | 6ª in Polska Liga Siatkówki 2015-16  |
| Asseco Resovia          | Rzeszów          | Hala Podpromie Rzeszów                     | 2ª in Polska Liga Siatkówki 2015-16  |
| Espadon Szczecin        | Stettino         | Arena Szczecin Stettino                    | 3ª in I liga 2015-16                 |
| Politechnika Warszawska | Varsavia         | Hala Torwar Varsavia                       | 8ª in Polska Liga Siatkówki 2015-16  |

## Torneo

### Regular season

#### Risultati
| Prima giornata |                           |     |                                  |
|                |                           |     |                                  |
| 01-10          | Varsavia-Rzeszów          | 0-3 | 15-25, 22-25, 23-25              |
| 30-09          | Szczecin-Kędzierzyn-Koźle | 0-3 | 15-25, 11-25, 22-25              |
| 05-10          | Bełchatów-Będzin          | 3-0 | 25-18, 25-18, 26-24              |
| 03-10          | Danzica-Kielce            | 3-1 | 20-25, 25-22, 25-21, 25-23       |
| 19-10          | Bielsko-Biała-Lubin       | 0-3 | 17-25, 16-25, 20-25              |
| 04-10          | Radom-Częstochowa         | 3-0 | 27-25, 25-21, 25-17              |
| 01-10          | Węgiel-Olsztyn            | 3-2 | 25-19, 23-25, 22-25, 29-27, 15-7 |
| 02-10          | Katowice-Bydgoszcz        | 3-1 | 25-19, 14-25, 25-18, 25-19       |

| Seconda giornata |                            |     |                                   |
|                  |                            |     |                                   |
| 08-10            | Varsavia-Bydgoszcz         | 3-0 | 25-18, 25-20, 25-20               |
| 08-10            | Olsztyn-Katowice           | 3-0 | 25-18, 25-21, 25-12               |
| 07-10            | Częstochowa-Węgiel         | 0-3 | 16-25, 22-25, 16-25               |
| 10-10            | Radom-Bielsko-Biała        | 1-3 | 20-25, 23-25, 27-25, 21-25        |
| 02-11            | Kielce-Lubin               | 2-3 | 18-25, 23-25, 25-22, 25-18, 9-15  |
| 09-10            | Będzin-Danzica             | 2-3 | 22-25, 25-17, 20-25, 25-20, 13-15 |
| 09-10            | Kędzierzyn-Koźle-Bełchatów | 1-3 | 25-22, 26-28, 24-26, 23-25        |
| 06-10            | Szczecin-Rzeszów           | 0-3 | 21-25, 20-25, 22-25               |

| Terza giornata |                          |     |                                   |
|                |                          |     |                                   |
| 14-10          | Szczecin-Varsavia        | 0-3 | 21-25, 23-25, 20-25               |
| 15-10          | Bełchatów-Rzeszów        | 1-3 | 23-25, 18-25, 25-19, 20-25        |
| 16-10          | Danzica-Kędzierzyn-Koźle | 1-3 | 18-25, 25-21, 24-26, 23-25        |
| 15-10          | Lubin-Będzin             | 3-0 | 25-16, 25-13, 25-19               |
| 14-10          | Radom-Kielce             | 2-3 | 23-25, 25-20, 25-17, 21-25, 13-15 |
| 15-10          | Węgiel-Bielsko-Biała     | 3-0 | 25-13, 25-14, 25-16               |
| 15-10          | Katowice-Częstochowa     | 3-0 | 25-16, 25-23, 26-24               |
| 14-10          | Bydgoszcz-Olsztyn        | 1-3 | 18-25, 16-25, 25-19, 14-25        |

| Quarta giornata |                        |     |                                   |
|                 |                        |     |                                   |
| 22-10           | Varsavia-Olsztyn       | 3-1 | 25-23, 25-20, 18-25, 28-26        |
| 23-10           | Częstochowa-Bydgoszcz  | 3-2 | 20-25, 27-25, 21-25, 25-17, 15-11 |
| 22-10           | Bielsko-Biała-Katowice | 0-3 | 24-26, 22-25, 15-25               |
| 21-10           | Kielce-Węgiel          | 2-3 | 25-22, 25-22, 14-25, 15-25, 13-15 |
| 22-12           | Będzin-Radom           | 0-3 | 18-25, 20-25, 22-25               |
| 22-10           | Kędzierzyn-Koźle-Lubin | 3-0 | 25-21, 25-19, 25-16               |
| 21-10           | Rzeszów-Danzica        | 3-1 | 25-18, 25-17, 17-25, 25-17        |
| 20-10           | Szczecin-Bełchatów     | 3-0 | 25-0, 25-0, 25-0                  |

| Quinta giornata |                         |     |                            |
|                 |                         |     |                            |
| 26-10           | Bełchatów-Varsavia      | 3-0 | 25-20, 30-28, 25-22        |
| 26-10           | Danzica-Szczecin        | 3-1 | 25-15, 26-28, 27-25, 25-19 |
| 26-10           | Lubin-Rzeszów           | 3-0 | 25-20, 25-20, 25-22        |
| 26-10           | Radom-Kędzierzyn-Koźle  | 1-3 | 22-25, 20-25, 25-23, 19-25 |
| 26-10           | Węgiel-Będzin           | 1-3 | 21-25, 31-29, 22-25, 21-25 |
| 26-10           | Katowice-Kielce         | 0-3 | 23-25, 28-30, 19-25        |
| 26-10           | Bydgoszcz-Bielsko-Biała | 3-0 | 25-23, 25-19, 25-17        |
| 26-10           | Olsztyn-Częstochowa     | 3-1 | 25-22, 27-25, 18-25, 25-19 |

| Sesta giornata |                         |     |                                   |
|                |                         |     |                                   |
| 31-10          | Varsavia-Częstochowa    | 1-3 | 25-22, 29-31, 22-25, 21-25        |
| 29-10          | Bielsko-Biała-Olsztyn   | 0-3 | 22-25, 23-25, 16-25               |
| 29-10          | Kielce-Bydgoszcz        | 3-2 | 15-25, 25-23, 22-25, 25-18, 15-11 |
| 29-10          | Będzin-Katowice         | 3-1 | 25-22, 22-25, 25-21, 25-17        |
| 29-10          | Kędzierzyn-Koźle-Węgiel | 3-2 | 25-21, 20-25, 25-16, 25-27, 22-20 |
| 30-10          | Rzeszów-Radom           | 3-0 | 25-18, 25-16, 25-15               |
| 29-10          | Lubin-Szczecin          | 3-0 | 25-14, 25-23, 25-14               |
| 29-10          | Bełchatów-Danzica       | 3-0 | 25-18, 30-28, 25-16               |

| Settima giornata |                           |     |                                  |
|                  |                           |     |                                  |
| 05-11            | Danzica-Varsavia          | 3-1 | 25-20, 23-25, 25-16, 25-20       |
| 05-11            | Lubin-Bełchatów           | 0-3 | 23-25, 19-25, 19-25              |
| 05-11            | Radom-Szczecin            | 3-1 | 25-20, 25-20, 27-29, 25-19       |
| 04-11            | Węgiel-Rzeszów            | 3-1 | 25-17, 25-21, 23-25, 25-20       |
| 05-11            | Katowice-Kędzierzyn-Koźle | 0-3 | 26-28, 16-25, 20-25              |
| 05-11            | Bydgoszcz-Będzin          | 3-0 | 25-23, 25-18, 25-19              |
| 07-11            | Olsztyn-Kielce            | 3-0 | 25-20, 25-23, 25-20              |
| 05-11            | Częstochowa-Bielsko-Biała | 3-2 | 16-25, 25-22, 25-23, 22-25, 15-4 |

| Ottava giornata |                            |     |                                   |
|                 |                            |     |                                   |
| 21-12           | Varsavia-Bielsko-Biała     | 1-3 | 23-25, 25-20, 21-25, 23-25        |
| 12-11           | Kielce-Częstochowa         | 3-1 | 25-22, 25-21, 19-25, 25-21        |
| 12-11           | Będzin-Olsztyn             | 2-3 | 25-20, 22-25, 13-25, 25-22, 6-15  |
| 12-11           | Kędzierzyn-Koźle-Bydgoszcz | 3-1 | 26-24, 25-18, 19-25, 25-15        |
| 12-11           | Rzeszów-Katowice           | 2-3 | 25-17, 23-25, 23-25, 25-22, 11-15 |
| 14-11           | Szczecin-Węgiel            | 1-3 | 23-25, 25-23, 17-25, 15-25        |
| 12-11           | Bełchatów-Radom            | 3-0 | 25-12, 25-23, 25-18               |
| 11-11           | Danzica-Lubin              | 3-2 | 25-16, 18-25, 17-25, 25-22, 15-13 |

| Nona giornata |                          |     |                                   |
|               |                          |     |                                   |
| 19-11         | Lubin-Varsavia           | 3-1 | 21-25, 25-19, 25-19, 25-15        |
| 19-11         | Radom-Danzica            | 3-1 | 21-25, 25-22, 30-28, 32-30        |
| 09-11         | Węgiel-Bełchatów         | 3-2 | 22-25, 25-22, 25-21, 23-25, 15-11 |
| 19-11         | Katowice-Szczecin        | 3-1 | 25-19, 21-25, 35-33, 25-16        |
| 19-11         | Bydgoszcz-Rzeszów        | 0-3 | 21-25, 18-25, 20-25               |
| 18-11         | Olsztyn-Kędzierzyn-Koźle | 0-3 | 19-25, 16-25, 21-25               |
| 19-11         | Częstochowa-Będzin       | 2-3 | 25-19, 18-25, 32-34, 25-18, 10-15 |
| 17-11         | Bielsko-Biała-Kielce     | 2-3 | 21-25, 25-23, 25-21, 22-25, 12-15 |

| Decima giornata |                              |     |                                   |
|                 |                              |     |                                   |
| 25-11           | Kielce-Varsavia              | 1-3 | 17-25, 28-30, 25-22, 23-25        |
| 26-11           | Kędzierzyn-Koźle-Częstochowa | 3-0 | 25-11, 25-21, 25-19               |
| 26-11           | Będzin-Bielsko-Biała         | 3-0 | 25-12, 25-19, 25-13               |
| 26-11           | Rzeszów-Olsztyn              | 3-1 | 25-19, 22-25, 25-22, 25-21        |
| 27-11           | Szczecin-Bydgoszcz           | 3-2 | 20-25, 25-21, 16-25, 25-14, 15-12 |
| 25-11           | Bełchatów-Katowice           | 3-0 | 25-19, 25-17, 25-22               |
| 26-11           | Węgiel-Danzica               | 3-2 | 25-21, 25-20, 23-25, 22-25, 15-13 |
| 24-11           | Lubin-Radom                  | 1-3 | 26-28, 25-23, 29-31, 23-25        |

| Undicesima giornata |                                |     |                                   |
|                     |                                |     |                                   |
| 29-11               | Radom-Varsavia                 | 3-1 | 25-23, 22-25, 25-17, 25-22        |
| 30-11               | Węgiel-Lubin                   | 2-3 | 24-26, 26-24, 25-12, 16-25, 11-15 |
| 30-11               | Danzica-Katowice               | 0-3 | 18-25, 22-25, 20-25               |
| 30-11               | Bydgoszcz-Bełchatów            | 0-3 | 23-25, 19-25, 23-25               |
| 30-11               | Olsztyn-Szczecin               | 3-1 | 23-25, 28-26, 28-26, 25-13        |
| 30-11               | Częstochowa-Rzeszów            | 0-3 | 23-25, 18-25, 21-25               |
| 30-11               | Bielsko-Biała-Kędzierzyn-Koźle | 0-3 | 15-25, 17-25, 15-25               |
| 30-11               | Kielce-Będzin                  | 2-3 | 17-25, 17-25, 27-25, 25-21, 10-15 |

| Dodicesima giornata |                         |     |                                   |
|                     |                         |     |                                   |
| 03-12               | Varsavia-Będzin         | 3-2 | 36-38, 23-25, 25-18, 25-18, 15-6  |
| 03-12               | Kędzierzyn-Koźle-Kielce | 3-0 | 28-26, 25-18, 25-21               |
| 03-12               | Rzeszów-Bielsko-Biała   | 3-2 | 28-30, 25-16, 21-25, 25-18, 15-7  |
| 05-12               | Szczecin-Częstochowa    | 3-2 | 21-25, 25-20, 25-23, 19-25, 15-10 |
| 03-12               | Bełchatów-Olsztyn       | 3-1 | 25-27, 25-22, 25-13, 25-21        |
| 04-12               | Danzica-Bydgoszcz       | 3-1 | 36-38, 25-18, 25-14, 25-18        |
| 06-12               | Lubin-Katowice          | 3-2 | 33-35, 25-18, 25-20, 21-25, 15-10 |
| 02-12               | Radom-Węgiel            | 1-3 | 23-25, 28-26, 16-25, 23-25        |

| Tredicesima giornata |                         |     |                                   |
|                      |                         |     |                                   |
| 10-12                | Węgiel-Varsavia         | 3-2 | 28-30, 20-25, 25-18, 25-20, 15-12 |
| 10-12                | Katowice-Radom          | 0-3 | 23-25, 19-25, 27-29               |
| 09-12                | Bydgoszcz-Lubin         | 1-3 | 27-25, 23-25, 20-25, 20-25        |
| 09-12                | Olsztyn-Danzica         | 3-2 | 25-21, 25-14, 21-25, 13-25, 16-14 |
| 10-12                | Częstochowa-Bełchatów   | 1-3 | 30-28, 15-25, 22-25, 21-25        |
| 10-12                | Bielsko-Biała-Szczecin  | 3-1 | 25-21, 25-21, 19-25, 26-24        |
| 10-12                | Kielce-Rzeszów          | 0-3 | 21-25, 29-31, 12-25               |
| 09-12                | Będzin-Kędzierzyn-Koźle | 0-3 | 16-25, 16-25, 18-25               |

| Quattordicesima giornata |                           |     |                                   |
|                          |                           |     |                                   |
| 14-12                    | Varsavia-Kędzierzyn-Koźle | 0-3 | 13-25, 21-25, 21-25               |
| 14-12                    | Rzeszów-Będzin            | 3-0 | 25-20, 25-17, 25-18               |
| 13-12                    | Szczecin-Kielce           | 3-0 | 25-23, 31-29, 25-21               |
| 14-12                    | Bełchatów-Bielsko-Biała   | 3-0 | 25-17, 25-14, 25-21               |
| 14-12                    | Danzica-Częstochowa       | 3-1 | 22-25, 25-15, 25-18, 25-19        |
| 14-12                    | Lubin-Olsztyn             | 1-3 | 19-25, 22-25, 25-21, 23-25        |
| 14-12                    | Bydgoszcz-Radom           | 2-3 | 25-18, 30-32, 25-14, 17-25, 11-15 |
| 14-12                    | Węgiel-Katowice           | 3-1 | 25-15, 24-26, 25-19, 25-16        |

| Quindicesima giornata |                          |     |                                   |
|                       |                          |     |                                   |
| 17-12                 | Katowice-Varsavia        | 2-3 | 28-30, 25-16, 25-18, 21-25, 12-15 |
| 16-12                 | Bydgoszcz-Węgiel         | 0-3 | 18-25, 18-25, 20-25               |
| 18-12                 | Olsztyn-Radom            | 3-1 | 22-25, 25-16, 25-20, 25-15        |
| 17-12                 | Częstochowa-Lubin        | 1-3 | 22-25, 22-25, 28-26, 22-25        |
| 17-12                 | Danzica-Bielsko-Biała    | 3-1 | 22-25, 25-21, 25-19, 25-14        |
| 17-12                 | Kielce-Bełchatów         | 0-3 | 20-25, 20-25, 17-25               |
| 19-12                 | Będzin-Szczecin          | 3-0 | 25-19, 25-16, 25-21               |
| 17-12                 | Kędzierzyn-Koźle-Rzeszów | 2-3 | 23-25, 25-18, 25-18, 18-25, 13-15 |

| Sedicesima giornata |                           |     |                                   |
|                     |                           |     |                                   |
| 30-12               | Rzeszów-Varsavia          | 3-0 | 25-19, 25-18, 25-17               |
| 30-12               | Kędzierzyn-Koźle-Szczecin | 3-0 | 25-18, 25-12, 25-22               |
| 30-12               | Będzin-Bełchatów          | 2-3 | 18-25, 28-26, 25-22, 23-25, 10-15 |
| 21-12               | Kielce-Danzica            | 0-3 | 15-25, 22-25, 22-25               |
| 30-12               | Lubin-Bielsko-Biała       | 3-0 | 25-22, 25-18, 25-17               |
| 30-12               | Częstochowa-Radom         | 0-3 | 13-25, 21-25, 15-25               |
| 22-12               | Olsztyn-Węgiel            | 3-1 | 24-26, 25-18, 25-23, 27-25        |
| 30-12               | Bydgoszcz-Katowice        | 2-3 | 25-22, 17-25, 25-21, 23-25, 15-17 |

| Diciassettesima giornata |                            |     |                                  |
|                          |                            |     |                                  |
| 06-01                    | Bydgoszcz-Varsavia         | 0-3 | 17-25, 20-25, 26-28              |
| 08-01                    | Katowice-Olsztyn           | 0-3 | 14-25, 20-25, 15-25              |
| 07-01                    | Węgiel-Częstochowa         | 3-0 | 25-18, 25-16, 25-16              |
| 07-01                    | Bielsko-Biała-Radom        | 3-1 | 25-20, 20-25, 25-23, 25-20       |
| 07-01                    | Lubin-Kielce               | 3-0 | 25-20, 25-16, 25-17              |
| 08-01                    | Danzica-Będzin             | 3-0 | 25-21, 25-19, 27-25              |
| 07-01                    | Bełchatów-Kędzierzyn-Koźle | 3-2 | 23-25, 19-25, 25-18, 25-20, 15-9 |
| 07-01                    | Rzeszów-Szczecin           | 3-0 | 25-23, 25-18, 25-17              |

| Diciottesima giornata |                          |     |                                   |
|                       |                          |     |                                   |
| 28-01                 | Varsavia-Szczecin        | 3-0 | 25-19, 25-17, 25-20               |
| 28-01                 | Rzeszów-Bełchatów        | 3-1 | 20-25, 25-22, 30-28, 25-17        |
| 28-01                 | Kędzierzyn-Koźle-Danzica | 3-0 | 25-22, 25-15, 25-16               |
| 27-01                 | Będzin-Lubin             | 3-2 | 25-23, 20-25, 25-23, 23-25, 15-11 |
| 28-01                 | Kielce-Radom             | 0-3 | 22-25, 17-25, 19-25               |
| 30-01                 | Bielsko-Biała-Węgiel     | 1-3 | 25-22, 17-25, 19-25, 20-25        |
| 28-01                 | Częstochowa-Katowice     | 2-3 | 14-25, 25-21, 22-25, 25-22, 10-15 |
| 27-01                 | Olsztyn-Bydgoszcz        | 3-1 | 25-22, 25-21, 20-25, 25-20        |

| Diciannovesima giornata |                        |     |                                   |
|                         |                        |     |                                   |
| 21-01                   | Olsztyn-Varsavia       | 3-0 | 25-18, 30-28, 25-20               |
| 21-01                   | Bydgoszcz-Częstochowa  | 3-0 | 25-18, 25-23, 27-25               |
| 23-01                   | Katowice-Bielsko-Biała | 3-0 | 25-22, 25-21, 25-13               |
| 21-01                   | Węgiel-Kielce          | 3-0 | 25-21, 25-17, 25-23               |
| 20-01                   | Radom-Będzin           | 3-1 | 25-22, 25-18, 22-25, 25-23        |
| 24-01                   | Lubin-Kędzierzyn-Koźle | 1-3 | 17-25, 25-19, 23-25, 19-25        |
| 22-01                   | Danzica-Rzeszów        | 3-2 | 23-25, 26-24, 17-25, 25-20, 15-10 |
| 22-01                   | Bełchatów-Szczecin     | 3-0 | 25-23, 25-21, 25-23               |

| Ventesima giornata |                         |     |                                   |
|                    |                         |     |                                   |
| 04-02              | Varsavia-Bełchatów      | 3-1 | 25-22, 22-25, 25-23, 25-18        |
| 06-02              | Szczecin-Danzica        | 3-1 | 22-25, 25-22, 31-29, 25-23        |
| 05-02              | Rzeszów-Lubin           | 3-2 | 26-24, 25-16, 15-25, 21-25, 17-15 |
| 04-02              | Kędzierzyn-Koźle-Radom  | 3-2 | 21-25, 26-24, 17-25, 25-19, 19-17 |
| 03-02              | Będzin-Węgiel           | 1-3 | 25-21, 22-25, 26-28, 20-25        |
| 04-02              | Kielce-Katowice         | 1-3 | 25-22, 13-25, 19-25, 23-25        |
| 03-02              | Bielsko-Biała-Bydgoszcz | 2-3 | 29-31, 25-16, 25-22, 17-25, 11-15 |
| 04-02              | Częstochowa-Olsztyn     | 0-3 | 18-25, 23-25, 22-25               |

| Ventunesima giornata |                         |     |                                   |
|                      |                         |     |                                   |
| 13-02                | Częstochowa-Varsavia    | 1-3 | 25-16, 18-25, 28-30, 22-25        |
| 11-02                | Olsztyn-Bielsko-Biała   | 3-0 | 25-17, 25-18, 25-22               |
| 10-02                | Bydgoszcz-Kielce        | 2-3 | 23-25, 25-17, 25-22, 20-25, 15-17 |
| 11-02                | Katowice-Będzin         | 0-3 | 20-25, 22-25, 23-25               |
| 10-02                | Węgiel-Kędzierzyn-Koźle | 2-3 | 25-23, 25-23, 19-25, 18-25, 11-15 |
| 10-02                | Radom-Rzeszów           | 1-3 | 25-19, 18-25, 21-25, 14-25        |
| 12-02                | Szczecin-Lubin          | 0-3 | 19-25, 16-25, 15-25               |
| 11-02                | Danzica-Bełchatów       | 2-3 | 25-21, 20-25, 25-16, 18-25, 10-15 |

| Ventiduesima giornata |                           |     |                                   |
|                       |                           |     |                                   |
| 19-02                 | Varsavia-Danzica          | 1-3 | 25-27, 23-25, 25-21, 18-25        |
| 18-02                 | Bełchatów-Lubin           | 3-0 | 25-20, 25-16, 25-23               |
| 17-02                 | Szczecin-Radom            | 2-3 | 12-25, 20-25, 25-22, 25-23, 9-15  |
| 18-02                 | Rzeszów-Węgiel            | 1-3 | 21-25, 25-15, 24-26, 20-25        |
| 18-02                 | Kędzierzyn-Koźle-Katowice | 3-0 | 30-28, 32-30, 31-29               |
| 17-02                 | Będzin-Bydgoszcz          | 2-3 | 25-17, 19-25, 22-25, 25-14, 13-15 |
| 18-02                 | Kielce-Olsztyn            | 0-3 | 23-25, 19-25, 19-25               |
| 18-02                 | Bielsko-Biała-Częstochowa | 1-3 | 23-25, 25-19, 18-25, 22-25        |

| Ventitreesima giornata |                            |     |                                   |
|                        |                            |     |                                   |
| 22-02                  | Bielsko-Biała-Varsavia     | 3-0 | 25-21, 31-29, 25-22               |
| 22-02                  | Częstochowa-Kielce         | 1-3 | 20-25, 20-25, 25-17, 25-27        |
| 22-02                  | Olsztyn-Będzin             | 3-2 | 24-26, 19-25, 25-13, 25-13, 15-9  |
| 22-02                  | Bydgoszcz-Kędzierzyn-Koźle | 0-3 | 23-25, 16-25, 22-25               |
| 22-02                  | Katowice-Rzeszów           | 2-3 | 26-28, 25-20, 25-22, 23-25, 12-15 |
| 22-02                  | Węgiel-Szczecin            | 3-0 | 25-15, 25-20, 25-23               |
| 21-02                  | Radom-Bełchatów            | 2-3 | 25-16, 19-25, 25-22, 17-25, 10-15 |
| 22-02                  | Lubin-Danzica              | 3-1 | 25-16, 24-26, 25-15, 25-16        |

| Ventiquattresima giornata |                          |     |                                   |
|                           |                          |     |                                   |
| 18-01                     | Varsavia-Lubin           | 0-3 | 15-25, 21-25, 19-25               |
| 26-02                     | Danzica-Radom            | 3-1 | 22-25, 25-18, 25-23, 25-20        |
| 26-02                     | Bełchatów-Węgiel         | 3-2 | 25-27, 25-17, 23-25, 25-15, 15-10 |
| 26-02                     | Szczecin-Katowice        | 2-3 | 16-25, 28-26, 25-22, 20-25, 11-15 |
| 25-02                     | Rzeszów-Bydgoszcz        | 3-0 | 25-17, 25-21, 25-13               |
| 25-02                     | Kędzierzyn-Koźle-Olsztyn | 3-1 | 21-25, 25-21, 25-21, 25-22        |
| 24-02                     | Będzin-Częstochowa       | 3-1 | 27-29, 25-19, 25-14, 25-10        |
| 25-02                     | Kielce-Bielsko-Biała     | 3-0 | 25-21, 25-13, 25-13               |

| Venticinquesima giornata |                              |     |                                   |
|                          |                              |     |                                   |
| 02-03                    | Varsavia-Kielce              | 1-3 | 23-25, 25-18, 18-25, 20-25        |
| 06-03                    | Częstochowa-Kędzierzyn-Koźle | 0-3 | 15-25, 16-25, 20-25               |
| 04-03                    | Bielsko-Biała-Będzin         | 1-3 | 25-20, 17-25, 14-25, 26-28        |
| 04-03                    | Olsztyn-Rzeszów              | 2-3 | 25-19, 25-23, 17-25, 21-25, 10-15 |
| 03-03                    | Bydgoszcz-Szczecin           | 1-3 | 21-25, 25-20, 23-25, 22-25        |
| 04-03                    | Katowice-Bełchatów           | 2-3 | 22-25, 25-21, 20-25, 25-22, 13-15 |
| 05-03                    | Danzica-Węgiel               | 1-3 | 20-25, 25-14, 18-25, 26-28        |
| 04-03                    | Radom-Lubin                  | 3-0 | 27-25, 26-24, 25-21               |

| Ventiseiesima giornata |                                |     |                                   |
|                        |                                |     |                                   |
| 07-03                  | Varsavia-Radom                 | 3-1 | 25-20, 25-20, 21-25, 25-18        |
| 08-03                  | Lubin-Węgiel                   | 2-3 | 25-17, 25-22, 22-25, 21-25, 11-15 |
| 17-01                  | Katowice-Danzica               | 3-2 | 25-22, 25-13, 20-25, 16-25, 15-13 |
| 08-03                  | Bełchatów-Bydgoszcz            | 3-0 | 25-14, 25-14, 25-9                |
| 08-03                  | Szczecin-Olsztyn               | 2-3 | 25-20, 25-27, 25-17, 16-25, 11-15 |
| 08-03                  | Rzeszów-Częstochowa            | 3-0 | 25-21, 25-20, 25-15               |
| 08-03                  | Kędzierzyn-Koźle-Bielsko-Biała | 3-0 | 25-22, 25-9, 25-20                |
| 08-03                  | Będzin-Kielce                  | 3-1 | 25-22, 25-13, 19-25, 25-20        |

| Ventisettesima giornata |                         |     |                                   |
|                         |                         |     |                                   |
| 11-03                   | Będzin-Varsavia         | 1-3 | 23-25, 21-25, 25-18, 21-25        |
| 12-03                   | Kielce-Kędzierzyn-Koźle | 0-3 | 19-25, 19-25, 15-25               |
| 11-03                   | Bielsko-Biała-Rzeszów   | 0-3 | 16-25, 19-25, 19-25               |
| 11-03                   | Częstochowa-Szczecin    | 1-3 | 15-25, 25-21, 14-25, 21-25        |
| 11-03                   | Olsztyn-Bełchatów       | 2-3 | 27-29, 15-25, 25-22, 25-19, 9-15  |
| 11-03                   | Bydgoszcz-Danzica       | 2-3 | 25-23, 22-25, 25-19, 18-25, 13-15 |
| 11-03                   | Katowice-Lubin          | 2-3 | 25-23, 13-25, 18-25, 29-27, 12-15 |
| 13-03                   | Węgiel-Radom            | 3-0 | 25-23, 25-20, 25-19               |

| Ventottesima giornata |                         |     |                                   |
|                       |                         |     |                                   |
| 18-03                 | Varsavia-Węgiel         | 3-2 | 25-23, 20-25, 19-25, 25-21, 15-12 |
| 17-03                 | Radom-Katowice          | 2-3 | 24-26, 14-25, 25-18, 25-23, 22-24 |
| 18-03                 | Lubin-Bydgoszcz         | 3-1 | 26-24, 17-25, 25-21, 25-19        |
| 18-03                 | Danzica-Olsztyn         | 0-3 | 26-28, 25-27, 18-25               |
| 18-03                 | Bełchatów-Częstochowa   | 3-0 | 25-19, 25-18, 25-19               |
| 17-03                 | Szczecin-Bielsko-Biała  | 2-3 | 23-25, 23-25, 25-16, 25-23, 18-20 |
| 18-03                 | Rzeszów-Kielce          | 3-1 | 25-17, 25-14, 20-25, 25-15        |
| 19-03                 | Kędzierzyn-Koźle-Będzin | 3-1 | 28-30, 25-18, 25-23, 27-25        |

| Ventinovesima giornata |                           |     |                                   |
|                        |                           |     |                                   |
| 26-03                  | Kędzierzyn-Koźle-Varsavia | 3-0 | 25-22, 25-16, 25-12               |
| 26-03                  | Będzin-Rzeszów            | 0-3 | 17-25, 16-25, 18-25               |
| 25-03                  | Kielce-Szczecin           | 2-3 | 25-20, 25-27, 22-25, 25-23, 11-15 |
| 25-03                  | Bielsko-Biała-Bełchatów   | 0-3 | 19-25, 24-26, 14-25               |
| 24-03                  | Częstochowa-Danzica       | 0-3 | 17-25, 24-26, 15-25               |
| 25-03                  | Olsztyn-Lubin             | 3-1 | 17-25, 25-17, 25-21, 25-23        |
| 25-03                  | Radom-Bydgoszcz           | 3-1 | 25-11, 25-18, 23-25, 25-22        |
| 28-03                  | Katowice-Węgiel           | 2-3 | 20-25, 23-25, 25-22, 25-21, 9-15  |

| Trentesima giornata |                          |     |                                   |
|                     |                          |     |                                   |
| 01-04               | Varsavia-Katowice        | 3-0 | 25-19, 25-20, 28-26               |
| 01-04               | Węgiel-Bydgoszcz         | 3-0 | 25-17, 25-21, 25-19               |
| 31-03               | Radom-Olsztyn            | 1-3 | 25-23, 15-25, 19-25, 19-25        |
| 01-04               | Lubin-Częstochowa        | 3-0 | 25-23, 25-8, 25-20                |
| 01-04               | Bielsko-Biała-Danzica    | 2-3 | 21-25, 23-25, 25-20, 25-16, 17-19 |
| 02-04               | Bełchatów-Kielce         | 3-0 | 25-14, 25-19, 25-17               |
| 02-04               | Szczecin-Będzin          | 3-2 | 25-23, 19-25, 21-25, 25-21, 15-11 |
| 01-04               | Rzeszów-Kędzierzyn-Koźle | 3-0 | 25-21, 25-22, 25-19               |

#### Classifica
| Pos. | Squadra                 | Pt | G  | V  | P  | SV | SP | Ratio | PF    | PS    | Ratio |
| ---- | ----------------------- | -- | -- | -- | -- | -- | -- | ----- | ----- | ----- | ----- |
| 1.   | ZAKSA                   | 77 | 30 | 26 | 4  | 83 | 24 | 3.458 | 2 581 | 2 176 | 1.186 |
| 2.   | Asseco Resovia          | 72 | 30 | 25 | 5  | 81 | 31 | 2.613 | 2 610 | 2 275 | 1.147 |
| 3.   | Skra Bełchatów          | 69 | 30 | 25 | 5  | 80 | 32 | 2.500 | 2 567 | 2 304 | 1.114 |
| 4.   | Jastrzębski Węgiel      | 67 | 30 | 23 | 7  | 81 | 43 | 1.884 | 2 839 | 2 589 | 1.097 |
| 5.   | AZS Olsztyn             | 65 | 30 | 22 | 8  | 76 | 41 | 1.854 | 2 687 | 2 476 | 1.085 |
| 6.   | Cuprum Lubin            | 54 | 30 | 18 | 12 | 66 | 49 | 1.347 | 2 630 | 2 419 | 1.087 |
| 7.   | Trefl Gdańsk            | 47 | 30 | 16 | 14 | 62 | 60 | 1.033 | 2 720 | 2 698 | 1.008 |
| 8.   | Czarni Radom            | 44 | 30 | 14 | 16 | 59 | 58 | 1.017 | 2 625 | 2 645 | 0.992 |
| 9.   | Politechnika Warszawska | 40 | 30 | 14 | 16 | 51 | 60 | 0.850 | 2 492 | 2 578 | 0.967 |
| 10.  | Katowice                | 39 | 30 | 13 | 17 | 53 | 66 | 0.803 | 2 617 | 2 678 | 0.977 |
| 11.  | Będzin                  | 37 | 30 | 11 | 19 | 51 | 68 | 0.750 | 2 566 | 2 644 | 0.970 |
| 12.  | Espadon Szczecin        | 27 | 30 | 9  | 21 | 41 | 74 | 0.554 | 2 430 | 2 620 | 0.927 |
| 13.  | Effector Kielce         | 27 | 30 | 9  | 21 | 40 | 74 | 0.541 | 2 381 | 2 637 | 0.903 |
| 14.  | Bielsko-Bialskie        | 22 | 30 | 6  | 24 | 32 | 78 | 0.410 | 2 222 | 2 601 | 0.854 |
| 15.  | Łuczniczka Bydgoszcz    | 20 | 30 | 5  | 25 | 38 | 79 | 0.481 | 2 423 | 2 682 | 0.903 |
| 16.  | AZS Częstochowa         | 13 | 30 | 4  | 26 | 27 | 84 | 0.321 | 2 277 | 2 645 | 0.861 |

| Qualificata ai play-off scudetto | Qualificata ai play-off 5º posto | Qualificata ai play-off 7º posto | Qualificata ai play-off 9º posto | Qualificata ai play-off 11º posto | Qualificata ai play-off 13º posto | Qualificata ai play-off 15º posto |

### Play-off scudetto

#### Tabellone
|  | Semifinali | Semifinali         | Semifinali | Semifinali | Semifinali |  |  | Finale             | Finale             | Finale | Finale | Finale |  |
|  |            |                    |            |            |            |  |  |                    |                    |        |        |        |  |
|  | 1          | ZAKSA              | 3          | 3          | 6          |  |  |                    |                    |        |        |        |  |
|  | 4          | Jastrzębski Węgiel | 0          | 0          | 0          |  |  | ZAKSA              | ZAKSA              | 3      | 3      | 6      |  |
|  | 3          | Skra Bełchatów     | 3          | 3          | 6          |  |  | Skra Bełchatów     | Skra Bełchatów     | 0      | 2      | 2      |  |
|  | 2          | Asseco Resovia     | 0          | 2          | 2          |  |  |                    |                    |        |        |        |  |
|  |            |                    |            |            |            |  |  |                    |                    |        |        |        |  |
|  |            |                    |            |            |            |  |  | Finale 3º posto    |                    |        |        |        |  |
|  |            |                    |            |            |            |  |  |                    |                    |        |        |        |  |
|  |            |                    |            |            |            |  |  | Jastrzębski Węgiel | Jastrzębski Węgiel | 3      | 3      | 6      |  |
|  |            |                    |            |            |            |  |  | Asseco Resovia     | Asseco Resovia     | 1      | 2      | 3      |  |

#### Risultati
| Semifinali |                         |     |                     |
|            |                         |     |                     |
| 07-04      | Węgiel-Kędzierzyn-Koźle | 0-3 | 23-25, 20-25, 19-25 |
| 09-04      | Bełchatów-Rzeszów       | 3-0 | 25-21, 25-15, 25-13 |

| 12-04 | Kędzierzyn-Koźle-Węgiel | 3-0 | 25-19, 25-17, 25-20              |
| 12-04 | Rzeszów-Bełchatów       | 2-3 | 25-21, 19-25, 25-21, 18-25, 8-15 |

| Finale |                            |     |                            |
|        |                            |     |                            |
| 19-04  | Bełchatów-Kędzierzyn-Koźle | 0-3 | 25-27, 21-25, 19-25        |
| 23-04  | Kędzierzyn-Koźle-Bełchatów | 3-1 | 21-25, 25-23, 27-25, 25-18 |

| Finale 3º posto |                |     |                                  |
|                 |                |     |                                  |
| 18-04           | Węgiel-Rzeszów | 3-1 | 25-21, 34-32, 24-26, 25-21       |
| 23-04           | Rzeszów-Węgiel | 2-3 | 26-24, 25-17, 21-25, 26-28, 9-15 |

### Playoff 5º posto
| Finale |               |     |                            |
|        |               |     |                            |
| 07-04  | Lubin-Olsztyn | 1-3 | 25-16, 24-26, 16-25, 21-25 |
| 12-04  | Olsztyn-Lubin | 3-1 | 25-27, 25-23, 25-15, 25-22 |

### Playoff 7º posto
| Finale |               |     |                                   |
|        |               |     |                                   |
| 08-04  | Radom-Danzica | 2-3 | 22-25, 25-15, 25-23, 16-25, 13-15 |
| 13-04  | Danzica-Radom | 1-3 | 19-25, 30-28, 18-25, 18-25        |

### Playoff 9º posto
| Finale |                   |     |                                              |
|        |                   |     |                                              |
| 08-04  | Varsavia-Katowice | 3-1 | 25-18, 25-17, 17-25, 25-19                   |
| 09-04  | Katowice-Varsavia | 3-1 | 25-18, 29-31, 31-29, 25-21 Golden set: 12-15 |

### Playoff 11º posto
| Finale |                 |     |                            |
|        |                 |     |                            |
| 04-04  | Szczecin-Będzin | 1-3 | 22-25, 21-25, 37-35, 23-25 |
| 12-04  | Będzin-Szczecin | 3-0 | 25-23, 26-24, 25-15        |

### Playoff 13º posto
| Finale |                      |     |                                   |
|        |                      |     |                                   |
| 11-04  | Bielsko-Biała-Kielce | 2-3 | 25-19, 23-25, 25-21, 22-25, 12-15 |
| 13-04  | Kielce-Bielsko-Biała | 3-0 | 25-19, 25-17, 25-19               |

### Playoff 15º posto
| Finale |                       |     |                                  |
|        |                       |     |                                  |
| 12-04  | Częstochowa-Bydgoszcz | 3-2 | 25-19, 25-23, 19-25, 16-25, 15-7 |
| 19-04  | Bydgoszcz-Częstochowa | 3-1 | 23-25, 25-21, 25-19, 25-18       |

### Spareggio promozione-retrocessione
| Finale |                       |     |                                   |
|        |                       |     |                                   |
| 26-04  | Częstochowa-Zawiercie | 0-3 | 20-25, 23-25, 23-25               |
| 27-04  | Częstochowa-Zawiercie | 3-1 | 25-20, 25-15, 20-25, 25-22        |
| 06-05  | Zawiercie-Częstochowa | 3-2 | 25-27, 25-10, 21-25, 25-21, 15-11 |
| 07-05  | Zawiercie-Częstochowa | 3-0 | 25-21, 25-18, 25-12               |

## Classifica finale
| Pos | Squadra                 | Qualificazione           |
| --- | ----------------------- | ------------------------ |
|     | ZAKSA                   | Champions League 2017-18 |
| 2   | Skra Bełchatów          | Champions League 2017-18 |
| 3   | Jastrzębski Węgiel      | Champions League 2017-18 |
| 4   | Asseco Resovia          | Coppa CEV 2017-18        |
| 5   | AZS Olsztyn             | Coppa CEV 2017-18        |
| 6   | Cuprum Lubin            | Challenge Cup 2017-18    |
| 7   | Czarni Radom            |                          |
| 8   | Trefl Gdańsk            |                          |
| 9   | Politechnika Warszawska |                          |
| 10  | Katowice                |                          |
| 11  | Będzin                  |                          |
| 12  | Espadon Szczecin        |                          |
| 13  | Effector Kielce         |                          |
| 14  | Bielsko-Bialskie        |                          |
| 15  | Łuczniczka Bydgoszcz    |                          |
| 16  | AZS Częstochowa         | I liga 2017-18           |

## Statistiche
| Rendimento individuale | Rendimento individuale | Rendimento individuale | Rendimento individuale  |
| Pos.                   | Nome                   | Punti                  | Squadra                 |
| ---------------------- | ---------------------- | ---------------------- | ----------------------- |
| 1                      | Salvador Hidalgo       | 664                    | Jastrzębski Węgiel      |
| 2                      | Damian Schulz          | 573                    | Trefl Gdańsk            |
| 3                      | Łukasz Kaczmarek       | 559                    | Cuprum Lubin            |
| 4                      | Rafael de Araújo       | 529                    | Będzin                  |
| 5                      | Dawid Konarski         | 520                    | ZAKSA                   |
| 6                      | Jan Hadrava            | 510                    | AZS Olsztyn             |
| 7                      | Michał Filip           | 507                    | Politechnika Warszawska |
| 8                      | Mariusz Wlazły         | 503                    | Skra Bełchatów          |
| 9                      | Karol Butryn           | 502                    | Katowice                |
| 10                     | Bartłomiej Kluth       | 490                    | Espadon Szczecin        |

| Attacchi vincenti | Attacchi vincenti | Attacchi vincenti | Attacchi vincenti       |
| Pos.              | Nome              | Punti             | Squadra                 |
| ----------------- | ----------------- | ----------------- | ----------------------- |
| 1                 | Salvador Hidalgo  | 558               | Jastrzębski Węgiel      |
| 2                 | Damian Schulz     | 484               | Trefl Gdańsk            |
| 3                 | Łukasz Kaczmarek  | 474               | Cuprum Lubin            |
| 4                 | Rafael de Araújo  | 449               | Będzin                  |
| 5                 | Bartłomiej Kluth  | 428               | Espadon Szczecin        |
| 6                 | Dawid Konarski    | 426               | ZAKSA                   |
| 7                 | Jan Hadrava       | 419               | AZS Olsztyn             |
| 8                 | Karol Butryn      | 416               | Katowice                |
| 9                 | Mariusz Wlazły    | 414               | Skra Bełchatów          |
| 10                | Michał Filip      | 411               | Politechnika Warszawska |

| Muri vincenti | Muri vincenti       | Muri vincenti | Muri vincenti           |
| Pos.          | Nome                | Punti         | Squadra                 |
| ------------- | ------------------- | ------------- | ----------------------- |
| 1             | Mateusz Sacharewicz | 81            | Łuczniczka Bydgoszcz    |
| 2             | Grzegorz Kosok      | 75            | Jastrzębski Węgiel      |
| 2             | Krzysztof Rejno     | 75            | Będzin                  |
| 4             | Daniel Pliński      | 74            | AZS Olsztyn             |
| 5             | Artur Ratajczak     | 68            | Będzin                  |
| 6             | Damian Boruch       | 67            | Jastrzębski Węgiel      |
| 6             | Bartłomiej Krulicki | 67            | Katowice                |
| 6             | Andrzej Wrona       | 67            | Politechnika Warszawska |
| 9             | Dmytro Pašyckyj     | 65            | Trefl Gdańsk            |
| 10            | Dawid Konarski      | 61            | ZAKSA                   |

| Battute vincenti | Battute vincenti  | Battute vincenti | Battute vincenti        |
| Pos.             | Nome              | Punti            | Squadra                 |
| ---------------- | ----------------- | ---------------- | ----------------------- |
| 1                | Salvador Hidalgo  | 75               | Jastrzębski Węgiel      |
| 2                | Wojciech Żaliński | 49               | Czarni Radom            |
| 3                | Thibault Rossard  | 48               | Asseco Resovia          |
| 3                | Mariusz Wlazły    | 48               | Skra Bełchatów          |
| 5                | Mateusz Bieniek   | 45               | ZAKSA                   |
| 6                | Rafael de Araújo  | 44               | Będzin                  |
| 6                | Jan Hadrava       | 44               | AZS Olsztyn             |
| 6                | Damian Schulz     | 44               | Trefl Gdańsk            |
| 9                | Michał Filip      | 41               | Politechnika Warszawska |
| 10               | Łukasz Kaczmarek  | 37               | Cuprum Lubin            |
| 10               | Srećko Lisinac    | 37               | Skra Bełchatów          |

NB: I dati sono riferiti all'intera stagione.